# Tomáš Šťastný
Tomáš Šťastný, pseud. "oskar" (ur. 27 czerwca 1991) – czeski zawodowy gracz Counter-Strike: Global Offensive, będący snajperem dla organizacji Sprout. Były reprezentant takich formacji jak Playing Ducks, eSuba, 3DMAX, Fraternitas, HellRaisers czy Mousesports. 14 najlepszy gracz CS:GO 2018 roku oraz najlepszy czeski gracz w historii Counter-Strike'a. Dotychczas w swojej karierze zarobił ok. 328 tysięcy dolarów.

## Życiorys
Swoją profesjonalną karierę w CS:GO, Tomáš rozpoczął 21 sierpnia 2012 roku, kiedy dołączył do Playing Ducks. 14 kwietnia 2015 roku oskar dołączył do nEopythe, która 1 sierpnia tego samego roku została przejęta przez Fraternitas. 25 września 2015 Fraternitas rozstało się ze swoim składem CS:GO, dlatego oskar wraz z STYKO 5 października dołączyli do HellRaisers, jednak przez bardzo słabe wyniki, opuścił formację 22 sierpnia 2016 roku. 29 stycznia 2017 dołączył do Mousesports, które niedługo później zakwalifikowało się na PGL Major Kraków 2017, gdzie ostatecznie zajęli 12/14 miejsce, przegrywając z Cloud9. 14 marca 2019 oskar opuścił Mousesports i ponownie dołączył do HellRaisers, jednak słabe wyniki spowodowały, że skład organizacji został przesunięty na ławkę rezerwową. 15 października opuścił on szeregi ukraińskiej formacji i na długi czas pozostawał bez drużyny. W końcu, 3 stycznia 2020 roku dołączył do niemieckiej formacji – Sprout, w której gra do dziś.

## Wyróżnienia indywidualne
- Został uznany najlepszym graczem turnieju ESG Tour Mykonos 2017[8].
- Został wybrany 16 najlepszym graczem 2017 roku według serwisu HLTV[9].
- Został wybrany 14 najlepszym graczem 2018 roku według serwisu HLTV[10].
- Został uznany najlepszym graczem turnieju V4 Future Sports Festival 2018[11].
- Został wybrany 6 najlepszym graczem 2018 roku według serwisu Thorin's Top[12].
- Jest pierwszym Czechem, który zagrał na turnieju rangi Major[13].

## Osiągnięcia[14][15]
- 2 miejsce – CS:GO Champions League Season 2
- 1 miejsce – Europe Minor Championship – Columbus 2016
- 1 miejsce – Copenhagen Games 2016
- 3/4 miejsce – CEVO Pro League Season 9
- 2 miejsce – DreamHack European Minor at Tours 2016
- 2 miejsce – Gfinity CS:GO Invitational
- 5/8 miejsce – DreamHack Masters Las Vegas 2017
- 3/4 miejsce – DreamHack Open Tours 2017
- 1 miejsce – ESG Tour Mykonos 2017
- 2 miejsce – Hellcase Cup #6
- 3/4 miejsce – DreamHack Open Denver 2017
- 2 miejsce – DreamHack Open Winter 2017
- 2 miejsce – Esports Championship Series Season 4 – Finals
- 5/8 miejsce – ELEAGUE Major: Boston 2018
- 1 miejsce – StarLadder & i-League StarSeries Season 4
- 1 miejsce – V4 Future Sports Festival – Budapest 2018
- 3/4 miejsce – Intel Extreme Masters XIII – Sydney
- 3/4 miejsce – StarSeries & i-League CS:GO Season 5
- 3/4 miejsce – ELEAGUE CS:GO Premier 2018
- 3/4 miejsce – DreamHack Masters Stockholm 2018
- 1 miejsce – ESL One: New York 2018
- 3/4 miejsce – ESL Pro League Season 8 – Finals
- 2 miejsce – WePlay! Forge of Masters Season 1